# Ивановское (Амурская область)
Ива́новское — село в Селемджинском районе Амурской области России. Образует сельское поселение Ивановский сельсовет.
Село Ивановское, как и Селемджинский район, приравнен к районам Крайнего Севера.

## География
Расположено на правом берегу реки Большая Эльга (левый приток Харги, бассейн Селемджи). Дорога к селу Ивановское идёт на юг от посёлка Ольгинск, стоящего на автотрассе местного значения Экимчан — Златоустовск. Расстояние от села Ивановское до пос. Ольгинск — 2,5 км.

## Население
| 1990 | 1995 | 1996 | 1997 | 1998 | 1999 | 2000 |
| ---- | ---- | ---- | ---- | ---- | ---- | ---- |
| 440  | ↗444 | ↘433 | ↘427 | ↘420 | ↗423 | ↗428 |
| 2001 | 2002 | 2003 | 2010 | 2011 | 2012 | 2013 |
| ↘421 | ↘399 | ↗406 | ↗416 | ↘415 | ↘394 | ↘391 |
| 2014 | 2015 | 2016 | 2017 | 2018 | 2021 |      |
| ↘385 | ↗389 | ↘384 | ↘375 | ↘374 | ↘317 |      |